# دوريس إي. سوندرز
دوريس إي. سوندرز (بالإنجليزية: Doris E. Saunders)‏ هي سيدة أعمال وكاتِبة وصحفية أمريكية، ولدت في 8 أغسطس 1921 في شيكاغو في الولايات المتحدة، وتوفيت في 24 مارس 2014 في جاكسون في الولايات المتحدة.